# Blenniella interrupta
Blenniella interrupta és una espècie de peix de la família dels blènnids i de l'ordre dels perciformes.

## Morfologia
- Els mascles poden assolir 6 cm de longitud total.[1]

## Reproducció
És ovípar.

## Hàbitat
És un peix marí de clima tropical i associat als esculls de corall que viu entre 0-1 m de fondària.

## Distribució geogràfica
Es troba des de Taiwan fins a Indonèsia i Vanuatu.